# امبلم (وایومینگ)
امبلم (به انگلیسی: Emblem) یک منطقهٔ مسکونی در ایالات متحده آمریکا است که در وایومینگ واقع شده‌است. امبلم ۱٬۳۵۶٫۰۷ متر بالاتر از سطح دریا واقع شده‌است.